# GJ 1151
GJ 1151 – gwiazda w gwiazdozbiorze Wielkiej Niedźwiedzicy, odległa od Słońca o 26,2 roku świetlnego. Okrąża ją jedna znana planeta

## Charakterystyka obserwacyjna
Gwiazda ta jest zbyt słaba, aby była widoczna gołym okiem. Jej obserwowana wielkość gwiazdowa określana jest na poziomie 13,0m. Gwiazda ma duży ruch własny przemierzając sferę niebieską z prędkością kątową 1,815″·rok−1, co jest związane z bliskością Słońca i zbliża się do Układu Słonecznego z prędkością ok. 35 km/s.

## Charakterystyka fizyczna
Jest to mały czerwony karzeł należący do typu widmowego dM4,5. Wiek GJ 1151 ocenia się na ok. 2,5 miliarda lat. Gwiazda obraca się powoli, z spektralną prędkością obrotu mniejszą niż 2 km/s. Gwiazda ma 16,4% masy Słońca i 17,8% promienia Słońca, a efektywna temperatura wynosi 3280 K.

## Układ planetarny
W 2020 roku astronomowie ogłosili odkrycie emisji radiowych z gwiazdy, które można było wytłumaczyć oddziaływaniem magnetycznym z planetą w przybliżeniu wielkości Ziemi, krążącą po orbicie w okresie 1–5 dni. Taka interakcja byłaby analogiczna do oddziaływania magnetycznego Jowisza z księżycem Io, tylko w większej skali: gwiazda GJ 1151 pełniłaby taką rolę jak Jowisz, a jej planeta byłaby odpowiednikiem jego księżyca. W lutym 2021 badacze analizujący zmiany prędkości radialnej gwiazdy wskazali sygnał, którego obecność uznano za potwierdzenie istnienia planety, ale miesiąc później ten wniosek został odrzucony na podstawie pełniejszej serii danych.
W 2023 roku opublikowano wyniki analiz, wskazujące na istnienie innego obiektu okrążającego tę gwiazdę. Planeta oznaczona przez odkrywców GJ 1151 b jest obiektem o masie mniejszej od Neptuna, krążącym na zewnątrz ekosfery wokół gwiazdy. Analizy nie potwierdziły obecności postulowanej wcześniej krótkookresowej planety, za to pozwoliły nałożyć ograniczenie na jej masę: jeżeli ten obiekt istnieje, to nie może mieć masy większej niż 1,2 M🜨.
| Towarzysz | Masa minimalna [M🜨] | Okres orbitalny [d] | Półoś wielka [au]     | Ekscentryczność |
| --------- | ------------------- | ------------------- | --------------------- | --------------- |
| b         | 10,6 +1,3−1,5       | 389,7 +5,4−6,5      | 0,5714 +0,0053−0,0064 | 0               |